# Limbanganbarat
Limbanganbarat is een bestuurslaag in het regentschap Garut van de provincie West-Java, Indonesië. Limbanganbarat telt 5568 inwoners (volkstelling 2010).